# Opiorfina

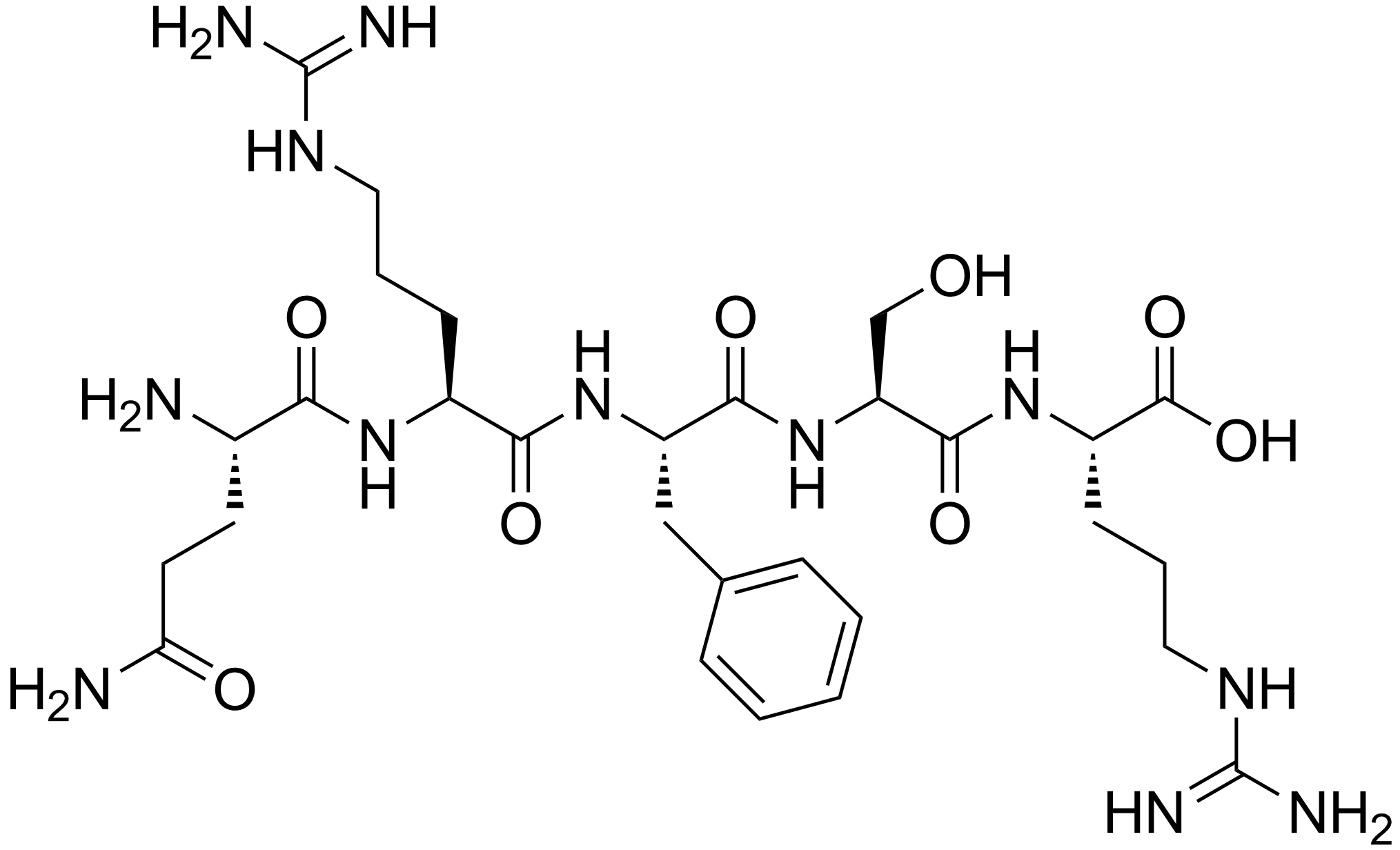
Estrutura molecular da opiorfina

Opiorfina é um analgésico e antidepressivo natural encontrado na saliva humana.
Em uma pesquisa inicial feita pelo Instituto Pasteur da França, em testes com ratos mostra que o composto tem um efeito analgésico muito maior do que a da morfina, e muito menos efeitos secundários, não causando dependência.
A opiorfina é uma molécula relativamente simples, que consiste em cinco aminoácidos de polipeptídeo. Opiorfina pentapeptídeo origina-se a partir da região N-terminal da proteína PROL1 (proline-rich, lacrimal1).
A aplicação terapêutica de opiorfina em humanos exigiria a modificação da molécula para evitar a sua degradação rápida no intestino e a sua fraca penetração da barreira sangue-cérebro.